# セルゲイ・リピネッツ
セルゲイ・リピネッツ（Sergey Lipinets、ロシア語: Сергей Алексеевич Липинец、1989年3月23日 - ）は、ロシアのプロボクサー。カザフスタンアクトベ州マルツク出身。元IBF世界スーパーライト級王者。

## 来歴

### キックボクサー時代
リピネッツは9歳の時にキックボクシングを始め、2012年にブカレストで行われた世界キックボクシング団体協会主催のW.A.K.O.ヨーロピアン選手権・2012に出場し63.5キロ級で金メダルを獲得、2013年に地元サンクトペテルブルクで行われたキックボクシング・アット・ザ・2013・ワールド・コンバット・ゲームスの63.5キロ級で銀メダルを獲得している。

### プロ時代
アマチュア時代は40戦して35勝5敗の成績を残してプロに転向。
2016年12月10日、ロサンゼルスの南カリフォルニア大学構内にあるギャレン・センターでレオナード・ザッパヴィグナとIBF世界スーパーライト級挑戦者決定戦を行い、8回KOで勝利しIBF王座の指名挑戦者となった。2017年4月15日、IBF王者ジュリアス・インドンゴがWBA王者リッキー・バーンズに勝利して王座統一を果たしたこと受け、リピネッツ陣営はインドンゴ陣営と交渉を始めた。しかし2017年6月29日、IBFはWBC・WBO世界スーパーライト級統一王者テレンス・クロフォードとWBA・IBF王者インドンゴとの統一戦を認めた。
2017年8月19日、クロフォードがインドンゴを破って4団体統一を果たし、IBFはリピネッツとの対戦を義務付けた。しかしリピネッツは対戦を後回しにされてしまってガッカリだと話した。
その後4団体を統一したクロフォードはリピネッツとの対戦に興味を示さずウェルター級転向を発表し、2017年8月30日に、王座を返上した為空位になった。
2017年9月1日、IBFはリピネッツと近藤明広に王座決定戦を行うように指令を発令した。
2017年11月4日、ニューヨークのバークレイズ・センターでデオンテイ・ワイルダーVSバーメイン・スタイバーン第二戦の前座で近藤明広とIBF世界スーパーライト級王座決定戦を行い、12回3-0（118-110、117-111×2）で下し王座を獲得した。Showtimeが放送した試合の平均視聴者数は88万人を記録した。
2018年3月10日、テキサス州サンアントニオのフリーマン・コロシアムでWBC世界ライト級王者ミゲル・アンヘル・ガルシアと対戦し、12回0-3（111-116、110-117×2）の判定負けを喫して初防衛に失敗し、王座から陥落した。
2020年10月10日、クコネチカット州モヒガン・サンでクァドラティロ・アブドゥカハロフと対戦することが決まっていたが、マレーシア在住のアブドゥカハロフが新型コロナの影響でビザ取得に間に合わず、試合が延期された。
2020年10月24日、コネチカット州モヒガン・サンでアブドゥカハロフの代役としてカスティオ・クレイトンとIBF世界ウェルター級暫定王座決定戦で対戦するも、12回判定引き分けに終わったため王座獲得はならなかった。
2022年8月20日、フロリダ州ハリウッドのセミノール・ハード・ロック・ホテル & カジノでオマール・フィゲロアとWBC世界スーパーライト級挑戦者決定戦を行い、2回にダウンを奪うと、フィゲロアが8回終了後に棄権をしたため、8回TKO勝ちを収めた。試合5日前にフィゲロアと対戦予定だったエイドリアン・ブローナーがメンタルヘルスの病気を理由に欠場したため、同じ興行の前座で別の相手と対戦予定だったリピネッツが急遽代役としてフィゲロアと対戦することになった。
2025年2月1日、ウェンブリーのウェンブリーアリーナでIBO世界スーパーライト級王座決定戦として元EBU欧州同級王者のアダム・アジムと対戦するも、9回33秒TKO負けを喫し王座獲得に失敗した。

## 戦績
- プロボクシング：23戦 18勝 (13KO) 4敗 1分

| 戦           | 日付           | 勝敗 | 時間     | 内容    | 対戦相手                   | 国籍           | 備考                                        |
| ------------ | -------------- | ---- | -------- | ------- | -------------------------- | -------------- | ------------------------------------------- |
| 1            | 2014年4月25日  | ☆    | 6R       | 判定3-0 | フランクリン・バレラ       | ベネズエラ     | プロデビュー戦                              |
| 2            | 2014年5月30日  | ☆    | 4R       | KO      | デゼミ・コソヴィック       | セルビア       |                                             |
| 3            | 2014年7月18日  | ☆    | 3R       | KO      | ライネル・グリフィン       | アメリカ合衆国 |                                             |
| 4            | 2014年9月27日  | ☆    | 7R       | TKO     | ダニエル・ロメリ           | メキシコ       |                                             |
| 5            | 2014年11月28日 | ☆    | 8R       | KO      | エーニー・サンチェス       | フィリピン     |                                             |
| 6            | 2015年3月13日  | ☆    | 9R       | TKO     | コスメ・リベラ             | メキシコ       | WBCラテンアメリカスーパーライト級王座決定戦 |
| 7            | 2015年7月8日   | ☆    | 3R       | TKO     | ケンダル・メナ             | ドミニカ共和国 |                                             |
| 8            | 2015年10月30日 | ☆    | 10R      | 判定3-0 | ハスケル・ローデス         | アメリカ合衆国 |                                             |
| 9            | 2016年3月15日  | ☆    | 5R       | KO      | レバン・グフヴァミチャバ   | ジョージア     |                                             |
| 10           | 2016年7月15日  | ☆    | 7R       | TKO     | ウォルター・カスティーヨ   | ニカラグア     |                                             |
| 11           | 2016年12月10日 | ☆    | 8R       | KO      | レオナード・ザッパヴィグナ | オーストラリア | IBF世界スーパーライト級挑戦者決定戦         |
| 12           | 2017年3月4日   | ☆    | 7R       | TKO     | クラレンス・ブース         | アメリカ合衆国 |                                             |
| 13           | 2017年11月4日  | ☆    | 12R      | 判定3-0 | 近藤明広                   | 日本           | IBF世界スーパーライト級王座決定戦           |
| 14           | 2018年3月10日  | ★    | 12R      | 判定0-3 | ミゲル・アンヘル・ガルシア | アメリカ合衆国 | IBF陥落                                     |
| 15           | 2018年8月4日   | ☆    | 10R      | 判定2-0 | エリック・ボネ             | エクアドル     |                                             |
| 16           | 2019年3月24日  | ☆    | 10R 2:59 | TKO     | ラモン・ピーターソン       | アメリカ合衆国 |                                             |
| 17           | 2019年7月20日  | ☆    | 2R 0:57  | TKO     | ジャヤル・インソン         | フィリピン     |                                             |
| 18           | 2020年10月24日 | △    | 12R      | 判定0-1 | カスティオ・クレイトン     | カナダ         | IBF世界ウェルター級暫定王座決定戦           |
| 19           | 2021年4月10日  | ★    | 6R 2:33  | KO      | ジャロン・エニス           | アメリカ合衆国 |                                             |
| 20           | 2022年8月20日  | ☆    | 8R 終了  | TKO     | オマール・フィゲロア       | アメリカ合衆国 |                                             |
| 21           | 2023年11月25日 | ★    | 10R      | 判定0-3 | ミシェル・リベラ           | ドミニカ共和国 |                                             |
| 22           | 2024年5月8日   | ☆    | 10R      | 判定3-0 | ロビー・デービス・ジュニア | イギリス       |                                             |
| 23           | 2025年2月1日   | ★    | 9R 0:33  | TKO     | アダム・アジム             | イギリス       | IBO世界スーパーライト級王座決定戦           |
| テンプレート |                |      |          |         |                            |                |                                             |

## 獲得タイトル
- WBCラテンアメリカスーパーライト級王座
- IBF世界スーパーライト級王座（防衛0）